# Hernan Bas
 (juin 2010).
Si vous disposez d'ouvrages ou d'articles de référence ou si vous connaissez des sites web de qualité traitant du thème abordé ici, merci de compléter l'article en donnant les références utiles à sa vérifiabilité et en les liant à la section « Notes et références ».
Hernan Bas est un artiste américain, né en 1978 à Miami.

## Biographie
Jeune artiste peintre travaillant à Miami et licencié en Arts Plastiques de la New School of Art de Miami, il participe à la Biennale du Whitney Museum de New York en 2004 où il fait sensation et à la galerie Victoria Miro à Londres. Il expose l’année d’avant au MOCA de Miami, à l’Institut d’Art Contemporain de Palm Beach et à l'Art Museum Florida International University de Miami. La même année la galerie Fredric Snitzer lui consacre une exposition.

## Son Œuvre
De sa peinture, se dégage une atmosphère poétique où le surnaturel se conjugue avec une peinture réaliste dans une composition équilibrée. Les figures s’estompent dans une lumière et une obscurité alternante qui transforment la narration en une allégorie mystérieuse. 
Ses peintures représentent essentiellement des images de jeunes hommes dont la dialectique du désir et de la sexualité détermine, selon lui, l’identité d’un jeune homme. Il cherche à dépeindre l’émotion, la grâce et la fantaisie. Pour ce faire, il s’inspire de la mythologie, de la mode et de la culture pop. En utilisant la peinture à l'eau et à l’huile sur du papier de vélin, il parvient à créer une impression floue alternée d’épaisse couche de peinture et de toile vierge. Hernan Bas fait partie des jeunes artistes très prometteurs de la scène artistique de Miami.

## Expositions

### Principales expositions personnelles
- 2010
  - "Considering Henry" Galerie Emmanuel Perrotin, Paris

- 2009
  - "Hernan Bas: Works from the Rubell Family Collection", Brooklyn Museum, New York
  - "Wonderland: Through the looking glass", Kunsthal KAdE, Amersfoort, Netherlands

- 2007-2008
  - "The Unexplained, Fredric Snitzer Gallery, Miami
  - "Hernan Bas works from the Rubell Family Collection", Rubell Family Collection, Miami
  - "Evening Amusements", The Fireplace Project, East Hampton, New York
  - "Saints and Secret Sects", Victoria Miro Gallery, London

- 2004-2005

- - "In the Low Light", Victoria Miro Gallery, London
  - "Soap Operatic", Moore Space, Miami
  - "We May Even See the Wind Together", Schmidt Center Gallery, Florida

- 2002

- "It’s Super Natural", Museum of Contemporary Art, North Miami

### Principales expositions collectives
- 2009

- - 53rd Venise Biennale, the Nordic and Danish Pavilions, Italy
  - Recent Acquisitions, Miami Art Museum, Miami, FL
  - "Dilettantes, Dandies and Divas", Gavlak, West Palm Beach, FL

- 2008

- - "Miami Comes to the Hamptons", Snitzer – Arregui Project, East Hamptons, New York
  - "The Boys of Summer", The Fireplace Project, East Hamptons, New York
  - 6th Busan Biennale, Busan, Korea

- 2006-2007

- - "Intimacy", Contemporary Art After Nine Eleven, Triennale DI Milano, Milan
  - "Size Matters (Part 1, XS-recent small-scale paintings)", Hudson Valley Center for Contemporary Art, Peekskill, NY
  - "Mixed Emotions", Haifa Museum of Art, Israel

- 2004-2005

- - "Triumph of Painting – Part III", The Saatchi Gallery, London
  - MoCA and Miami, Museum of Contemporary Art, Miami
  - "New Worlds: New Romanticism in Contemporary Art", Schirn Kunsthalle, Frankfurt
  - "Situational Prosthetics", (curated by Nate Lowman) New Langston Arts, San Francisco
  - "Galleon and Other Stories", Saatchi Gallery, London
  - "Miami Nice", Galerie Emmanuel Perrotin, Paris
  - "Whitney Biennial", Whitney Museum of American Art, New York
  - "The 6th Annual Altoids Curiously Strong collection", Consolidated Works, Seattle, WA, traveling to Arthouse, Austin, TX, Pennsylvania Academy of Art, Philadelphia, PA and The New Museum of Contemporary Art, New York, NY

- 2002-2003

- - "Women Beware Women", (curated by David Rimanelli) Deitch Projects, New York
  - "New Art", Palm Beach Institute of Contemporary Art, Lake Worth, FL
  - "In Place of Revolution", The Great Hall, Cooper Union, New York
  - "Dangerous Beauty, The Jewish Community Center in Manhattan", New York

- 2000-2001

- - "Selections from the Permanent Collection", MoCA, North Miami
  - "Making art in Miami: Travels in Hyperreality" (curated by Bonnie Clearwater) Museum of Contemporary Art, North Miami
  - "Ob-la-di-Ob-la-da", (curated by Gean Moreno) Art Center/South Florida, Miami Beach

## Principaux livres et catalogues
- Hernan Bas works from the Rubell Family Collection,  Edition Rubell Family Collection by Mark Coetzee